# Генрих II (герцог Баварии)
Ге́нрих II Стропти́вый (нем. Heinrich der Zänker; 951—28 августа 995) — герцог Баварии в 955—976 годах и с 985 года из Саксонской династии. Генрих получил своё прозвище благодаря его неоднократным восстаниям против императоров Священной Римской империи.

## Правление
Генрих II был сыном герцога Баварии Генриха I, и Юдифи Баварской из династии Луитпольдингов. По отцу он приходился племянником императору Оттону I Великому.
В момент смерти своего отца Генриху исполнилось лишь четыре года и первое время от его имени Баварией правила мать Юдифь. Уже в девятнадцатилетнем возрасте Генрих II организовал заговор против императора Оттона II в 974 году, стремясь завладеть престолом Германии. Однако мятеж был раскрыт, а Генрих с сообщниками заключён под стражу в Ингелгейм.
Вскоре ему удалось бежать и вернуться в Баварию, где он поднял восстание. Имперские войска в 976 году вторглись в герцогство и разбили Генриха II. Он был вынужден бежать, а корона Баварии была передана племяннику императора Оттона II Оттону Швабскому. Более того, восстание Генриха привело к разделу территории Баварского герцогства: в 976 году Восточная марка (будущая Австрия) и Каринтия, включающая территории от Штирии до Вероны, были отделены от Баварии и получили независимость.
Потеря престола не остановила Генриха II: в 977 году он стал инициатором так называемой Войны трёх Генрихов — нового восстания баварской аристократии против императора. Поражение этого выступления в 978 году означало подчинение Баварии центральной власти и падение её значения как одного из пяти основных племенных герцогств Германии. Генрих был арестован и помещён под надзор епископа Утрехтского.
Лишь после смерти императора Оттона II Генрих Строптивый обрёл свободу, но сразу же поднял мятеж против малолетнего императора Оттона III. Хотя и в этот раз ему не удалось овладеть германским престолом, ему была возвращена в 985 году Бавария, а в 989 году и Каринтия. Корону Германии смог получить только сын Генриха Строптивого Генрих IV.

## Семья

### Брак и дети
- (с 972) Гизела Бургундская (955—1006), дочь Конрада I, короля Бургундии
  - Генрих II (973—1024), император Священной Римской империи (c 1014), король Германии (c 1002), герцог Баварии (c 995)
  - Бруно (ум. 1029), епископ Аугсбурга
  - Гизела (ум. 1065), замужем (995) за Иштваном I, королём Венгрии
  - Бригитта (ум. после 1004)
- Внебрачный сын
  - Арнольд (Арнульф, ум. 1018), архиепископ Равенны